# 北那珂郡

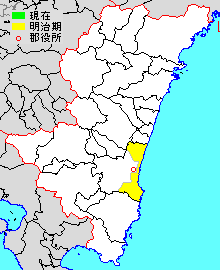
宮崎県北那珂郡の位置

北那珂郡（きたなかぐん）は、宮崎県にあった郡。

## 郡域
1884年（明治17年）に行政区画として発足した当時の郡域は、宮崎市の一部（佐土原町下富田の一部を除く概ね佐土原町西上那珂、佐土原町東上那珂、広原、新名爪、芳士、阿波岐原町、山崎町、吉村町、新城町、青葉町、大和町、宮脇町、昭和町、堀川町、永楽町、吾妻町、恒久、城ケ崎、本郷北方、郡司分、熊野、学園木花台西、鏡洲以東および波島・宮崎駅東・瀬頭・瀬頭町・旭・松山・東大淀・中村東・天満・大坪東・大坪西・薫る坂・月見ケ丘の各一部）にあたる。

## 歴史

### 郡発足までの沿革
- 「旧高旧領取調帳」に記載されている明治初年時点での、那珂郡のうち後の本郡域の支配は以下の通り。（27村）

| 知行   | 知行         | 村数 | 村名                                                                   |
| ------ | ------------ | ---- | ---------------------------------------------------------------------- |
| 幕府領 | 飫肥藩預地   | 7村  | 江田村、新別府村、吉村、下別府村、福島村、上南方村、下南方村           |
| 幕府領 | 旗本領       | 6村  | 芳士村、山崎村、塩路村、島ノ内村、西北方村、東北方村                   |
| 藩領   | 日向佐土原藩 | 7村  | 上田島村、下田島村、新名爪村、広原村、下那珂村、東上那珂村、西上那珂村 |
| 藩領   | 日向飫肥藩   | 7村  | 瀬頭村、恒久村、田吉村、郡司分村、隈野村、加江田村、鏡洲村             |

- 慶応4年
  - 閏4月25日（1868年6月15日） - 幕府領が富高県の管轄となる。
  - 8月17日（1868年10月2日） - 富高県の管轄区域が日田県の管轄となる。
- 明治3年（1870年） - 旗本領が日田県の管轄となる。
- 明治4年
  - 2月 - 領知替えにより、日田県の管轄地域が延岡藩領となる。
  - 7月14日（1871年8月29日） - 廃藩置県により、飫肥県、佐土原県、延岡県の管轄となる。
  - 11月14日（1871年12月25日） - 第1次府県統合により、後の北那珂郡域のうち大淀川以南（福島村・上南方村・下南方村・西北方村・東北方村・恒久村・田吉村・郡司分村・隈野村・加江田村・鏡洲村）が都城県、残部が美々津県の管轄となる。
- 明治6年（1873年）
  - 1月15日 - 全域が宮崎県（第1次）の管轄となる。
  - 恒久村の一部が分立して城ヶ崎町となる。（1町27村）
- 明治初年 - 下田島村の一部が分立して広瀬町となる。（2町27村）
- 明治9年（1876年）（2町28村）
  - 8月21日 - 第2次府県統合により鹿児島県の管轄となる。
  - 加江田村の一部が分立して折生迫村・内海村となる。
  - 下別府村が吉村に合併。
- 明治12年（1879年）[5]（2町25村）
  - 2月17日 - 郡区町村編制法の鹿児島県での施行により、行政区画としての那珂郡が発足。「宮崎那珂郡役所」が宮崎郡上別府村に設置され、同郡とともに管轄。
  - 上南方村・下南方村が合併して本郷南方村となる。
  - 西北方村・東北方村が合併して本郷北方村となる。
  - 福島村が田吉村に合併。
- 明治14年（1881年）（4町25村）
  - 7月28日 - 「宮崎那珂郡役所」が「宮崎那珂児湯郡役所」となり、児湯郡とともに管轄。
  - 上田島村の一部が分立して佐土原町となる。
  - 瀬頭村の一部が分立して松山町となる。
- 明治16年（1883年）5月9日 - 宮崎県（第2次）の管轄となる。

### 郡発足以降の沿革
- 明治17年（1884年）

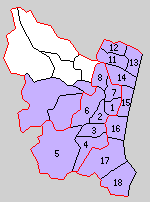
11.那珂村 12.佐土原村 13.広瀬村 14.住吉村 15.檍村 16.赤江村 17.木花村 18.青島村（紫： 1 - 8は宮崎郡）

  - 1月26日 - 那珂郡のうち佐土原町ほか4町25村の区域をもって北那珂郡が発足。「宮崎那珂児湯郡役所」が「宮崎北那珂郡役所」となる。
  - 瀬頭村が改称して瀬頭町となる。（5町24村）
- 明治22年（1889年）5月1日 - 町村制の施行により、以下の各村が発足。全域が現・宮崎市。（8村）
  - 那珂村 ← 東上那珂村、西上那珂村
  - 佐土原村 ← 上田島村、佐土原町
  - 広瀬村 ← 下田島村、広瀬町、下那珂村
  - 住吉村 ← 広原村、島ノ内村、新名爪村、芳士村、塩路村
  - 檍村 ← 山崎村、江田村、新別府村、吉村
  - 赤江村 ← 城ヶ崎町、恒久村、田吉村、本郷北方村、本郷南方村、郡司分村
  - 木花村 ← 隈野村、鏡洲村、加江田村
  - 青島村 ← 折生迫村、内海村
  - 瀬頭町・松山町が宮崎郡宮崎町の一部となる。
- 明治29年（1896年）4月1日 - 郡制の施行のため、明治29年法律第26号（宮崎縣下郡廢置法律）によって、宮崎郡と北那珂郡区域をもって宮崎郡が発足。同日北那珂郡廃止。

### 変遷表
| 明治22年以前 | 明治22年5月1日 | 明治22年 - 明治45年   | 明治22年 - 明治45年   | 大正1年 - 昭和19年  | 大正1年 - 昭和19年          | 昭和20年 - 昭和29年          | 昭和30年 - 昭和63年          | 昭和30年 - 昭和63年          | 平成1年 - 現在              | 現在   |
| ------------ | -------------- | --------------------- | --------------------- | ------------------- | --------------------------- | ---------------------------- | ---------------------------- | ---------------------------- | --------------------------- | ------ |
|              | 佐土原村       | 明治29年4月1日 宮崎郡 | 明治34年7月12日 町制  | 佐土原町            | 佐土原町                    | 佐土原町                     | 昭和30年4月1日 佐土原町      | 昭和33年4月1日 佐土原町      | 平成18年1月1日 宮崎市に編入 | 宮崎市 |
|              | 那珂村         | 明治29年4月1日 宮崎郡 | 明治29年4月1日 宮崎郡 | 那珂村              | 那珂村                      | 那珂村                       | 昭和30年4月1日 佐土原町      | 昭和33年4月1日 佐土原町      | 平成18年1月1日 宮崎市に編入 | 宮崎市 |
|              | 広瀬村         | 明治29年4月1日 宮崎郡 | 明治29年4月1日 宮崎郡 | 広瀬村              | 広瀬村                      | 昭和26年4月1日 町制          | 広瀬町                       | 昭和33年4月1日 佐土原町      | 平成18年1月1日 宮崎市に編入 | 宮崎市 |
|              | 住吉村         | 明治29年4月1日 宮崎郡 | 明治29年4月1日 宮崎郡 | 住吉村              | 住吉村                      | 住吉村                       | 昭和32年10月1日 宮崎市に編入 | 昭和32年10月1日 宮崎市に編入 | 宮崎市                      | 宮崎市 |
|              | 木花村         | 明治29年4月1日 宮崎郡 | 明治29年4月1日 宮崎郡 | 木花村              | 木花村                      | 昭和26年3月25日 宮崎市に編入 | 宮崎市                       | 宮崎市                       | 宮崎市                      | 宮崎市 |
|              | 青島村         | 明治29年4月1日 宮崎郡 | 明治29年4月1日 宮崎郡 | 青島村              | 青島村                      | 昭和26年3月25日 宮崎市に編入 | 宮崎市                       | 宮崎市                       | 宮崎市                      | 宮崎市 |
|              | 赤江村         | 明治29年4月1日 宮崎郡 | 明治29年4月1日 宮崎郡 | 大正15年4月1日 町制 | 昭和18年4月1日 宮崎市に編入 | 宮崎市                       | 宮崎市                       | 宮崎市                       | 宮崎市                      | 宮崎市 |
|              | 檍村           | 明治29年4月1日 宮崎郡 | 明治29年4月1日 宮崎郡 | 檍村                | 昭和7年4月20日 宮崎市に編入 | 宮崎市                       | 宮崎市                       | 宮崎市                       | 宮崎市                      | 宮崎市 |

## 行政
宮崎・北那珂郡長
| 代 | 氏名 | 就任年月日                | 退任年月日                | 備考                             |
| -- | ---- | ------------------------- | ------------------------- | -------------------------------- |
| 1  |      | 明治17年（1884年）1月26日 |                           |                                  |
|    |      |                           | 明治29年（1896年）3月31日 | 宮崎郡との合併により北那珂郡廃止 |